# أسفنغ (جلغة بهاباد)
أسفنغ (بالفارسية: اسفنگ) هي قرية تقع في إيران في قسم جلغة الريفي.